# (2030) Беляев
(2030) Беляев (лат. Belyaev) — типичный астероид главного пояса, открыт 8 октября 1969 года советским астрономом Людмилой Черных в Крымской астрофизической обсерватории и 1 сентября 1978 года назван в честь космонавта Павла Беляева.

## Обнаружение и именование
(2030) Беляев
Открыт 8 октября 1969 года в Научном Л. И. Черных.
Назван в честь лётчика-космонавта СССР, Героя Советского Союза полковника Павла Ивановича Беляева (1925—1970) — командира космического корабля «Восход-2». В честь Беляева также назван лунный кратер.
Оригинальный текст (англ.)2030 Belyaev
Discovered 1969-10-08 by Chernykh, L. at Nauchnyj.
Named in honor of Colonel Pavel Ivanovich Belyaev (1925—1970), hero of the Soviet Union, Soviet cosmonaut, command of the spaceship Voskhod 2. Belyaev is also honored by a lunar crater.
Источники: DISCOVERY.DB; M.P.C. 4482.

## Орбита

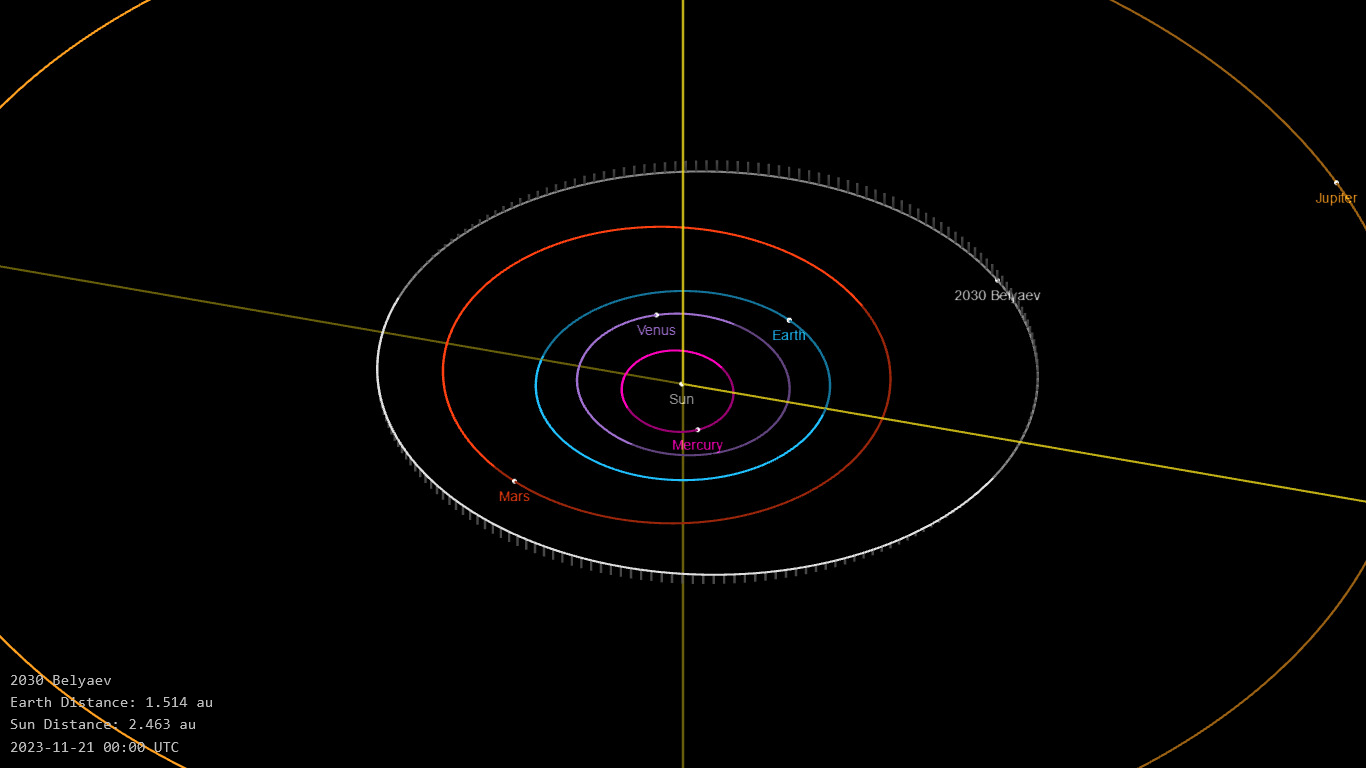
Орбита астероида Беляев и его положение в Солнечной системе

## Физические характеристики
Астероид относится к таксономическому классу S.
По результатам наблюдений системы последнего оповещения о столкновении астероида с Землей Asteroid Terrestrial-impact Last Alert System абсолютная звёздная величина астероида оценивалась равной 13,38±0,124m и 13,73±0,202m.